# Roberto Trevisan
Roberto Trevisan (Andradas, 1965) é um cantor e compositor brasileiro.

## Biografia
Viveu desde a infância em Poços de Caldas. Durante a juventude, emigrou para os Estados Unidos em busca de trabalho e realização pessoal, quando começou  como lavador de pratos e pedreiro na cidade de Nova York. Depois de algum tempo, conseguiu montar uma empresa de pavimentação, a Trevisan Paver Inc., ganhando várias concorrências de obras públicas. Desde então, obteve notoriedade no meio social e artístico local e mais recentemente no Brasil. Compôs a música Matuto em Nova York, tema da novela televisiva América da Rede Globo.